# 중앙도서관 (완주군)
중앙도서관은 전북특별자치도 완주군에 있는 공립 도서관이다.

## 연혁
- 2012년 7월 30일 시범 운영.
- 2012년 8월 24일 개관.